# Kostel Nejsvětější Trojice (Mělník)
Římskokatolický kostel Nejsvětější Trojice v Mělníku je jednolodní poutní kostel nacházející se v místní části Chloumek. Je společně s přilehlými ambity chráněn jako kulturní památka České republiky.

## Historie
Byl postaven v gotickém slohu zřejmě ve druhé polovině 15. století a přestavován v letech 1588, 1605, 1718 a 1765, takže jeho nynější podoba je barokní. Loď kostela je obdélníková s valenou klenbou, k trojboce zakončenému presbytáři je na severní straně přistavěna sakristie. Před západním průčelím se nachází předsíň s volutovým štítem.
Prostor kolem kostela, využívaný z větší části jako hřbitov, byl ve druhé polovině 17. století uzavřen ze tří stran ambity. Středem ambitu na západní straně prochází hlavní vstupní brána, oba krajní ambity byly zakončeny kaplí – na severní straně byla zasvěcena svatému Gothardovi (nyní slouží jako márnice), na jižní Panně Marii (nyní čekárna pro pozůstalé).
Přes protesty církve, památkářů i veřejnosti byl kostel v 70. letech 20. století upraven na smuteční síň.
V roce 2005 byla obnovena tradice trojických poutí, konaných zde od 16. století až do 50. let 20. století.
V jižním ambitu je při kostele pohřben profesor Jindřich Matiegka, antropolog a lékař, rektor Univerzity Karlovy.